# Аквада (Бергамо)
Аквада (итал. Acquada) је насеље у Италији у округу Бергамо, региону Ломбардија.
Према процени из 2011. у насељу је живело 18 становника. Насеље се налази на надморској висини од 320 м.